# 1900 en football
Cet article présente les faits marquants de l'année 1900 en football.

## Janvier
- 9 janvier : fondation du club omnisports italien de la SS Lazio. Le football y est pratiqué de façon épisodique entre 1901 et 1905. Début réel de la section football en 1906.
- 28 janvier : fondation de la Fédération allemande de football à Leipzig.

## Février
- 3 février : à Aberdeen, l'Écosse bat le Pays de Galles par 5 à 2.
- 24 février : à Belfast, le Pays de Galles bat l'Irlande 2-0.
- 27 février : fondation du club allemand du Bayern de Munich.

## Mars
- 3 mars : à Belfast, l'Écosse bat l'Irlande par 3 à 0.
- 18 mars : fondation du club néerlandais d'Ajax Amsterdam.
- 17 mars : à Dublin, l'Irlande bat l'Angleterre 2-0.
- 26 mars : à Cardiff, le Pays de Galles et l'Angleterre font match nul, 1-1.

## Avril
- 1er avril : fondation du club belge du KAA La Gantoise.
- 7 avril : à Glasgow, l'Écosse bat l'Angleterre par 4 à 1.
- Aston Villa champion d'Angleterre.
- Les Rangers FC champions d'Écosse.
- 21 avril : Bury FC gagne la FA Cup face à Southampton FC en finale (4-0). Southampton FC est le premier club de la Southern League à disputer la finale de la Cup.
- 22 avril : Genoa champion d’Italie.
- Le Racing CB est champion de Belgique.

## Mai
- 6 mai : finale du championnat de France USFSA entre le Club français, champion de Paris, et Le Havre Athletic Club, champion de Normandie et vainqueur en barrage du champion du Nord, l'US Tourcoing. Les Havrais s'imposent 1-0. Le seul but de la partie est signé par Richards.

- 14 mai : Celtic FC remporte la Coupe d'Écosse en s'imposant en finale contre Queen's Park, 4-3.

## Septembre
- 3 septembre : inauguration du stade de football de West Bromwich Albion : The Hawthorns.
- 20 septembre : à l'occasion des Jeux olympiques de 1900, le Club français s'incline 0 - 4 contre Upton Park FC.
- 23 septembre : à l'occasion des Jeux olympiques de 1900, le Club français s'impose 6 - 2 face à la Fédération Athlétique Universitaire Belge et prend la deuxième place du tournoi derrière les Britanniques d'Upton Park.

## Naissances
- 2 janvier : Albin Dahl, footballeur suédois.
- 24 janvier : John Bestall, footballeur anglais.
- 5 février : Ludovico Bidoglio, footballeur argentin.
- 13 mars : Béla Guttmann, footballeur puis entraîneur hongrois.
- 30 mars : Santos Urdinarán, footballeur uruguayen.
- 11 avril : Theóphilo, footballeur brésilien.
- 20 mai : Lorenzo Fernández, footballeur uruguayen.
- 4 août : Louis Mistral, footballeur français.
- 19 août : Tommy Johnson, footballeur anglais.
- 1er septembre : Pedro Cea, footballeur uruguayen.
- 25 septembre : Max Weiler, footballeur suisse.
- 30 septembre : Pedro Arispe, footballeur uruguayen.
- 7 octobre : Wilf Chadwick, footballeur anglais. († 14 février 1973).
- 8 octobre : Alfredo Carricaberry, footballeur argentin.
- 26 octobre : Pierre Braine, footballeur belge.
- 8 novembre : József Eisenhoffer, footballeur hongrois.
- 5 décembre : Robert Joyaut, footballeur français.
- 30 décembre : Manuel Fleitas Solich, footballeur paraguayen.

## Décès
- 24 février : Alexander Morten, footballeur anglais.
- 21 avril : Francis Marindin, footballeur anglais.
- 22 novembre : Jules-Napoléon Ney, dirigeant français.